# 해수면 상승

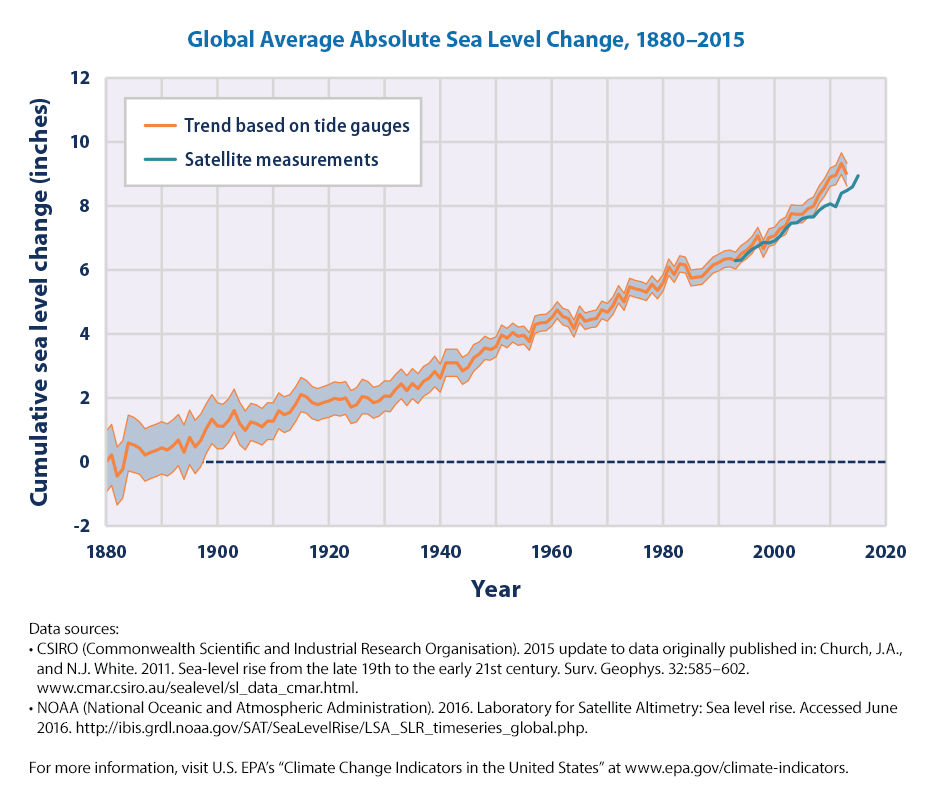
전지구의 해수면 상승 변화 평균 절대 값 곡선

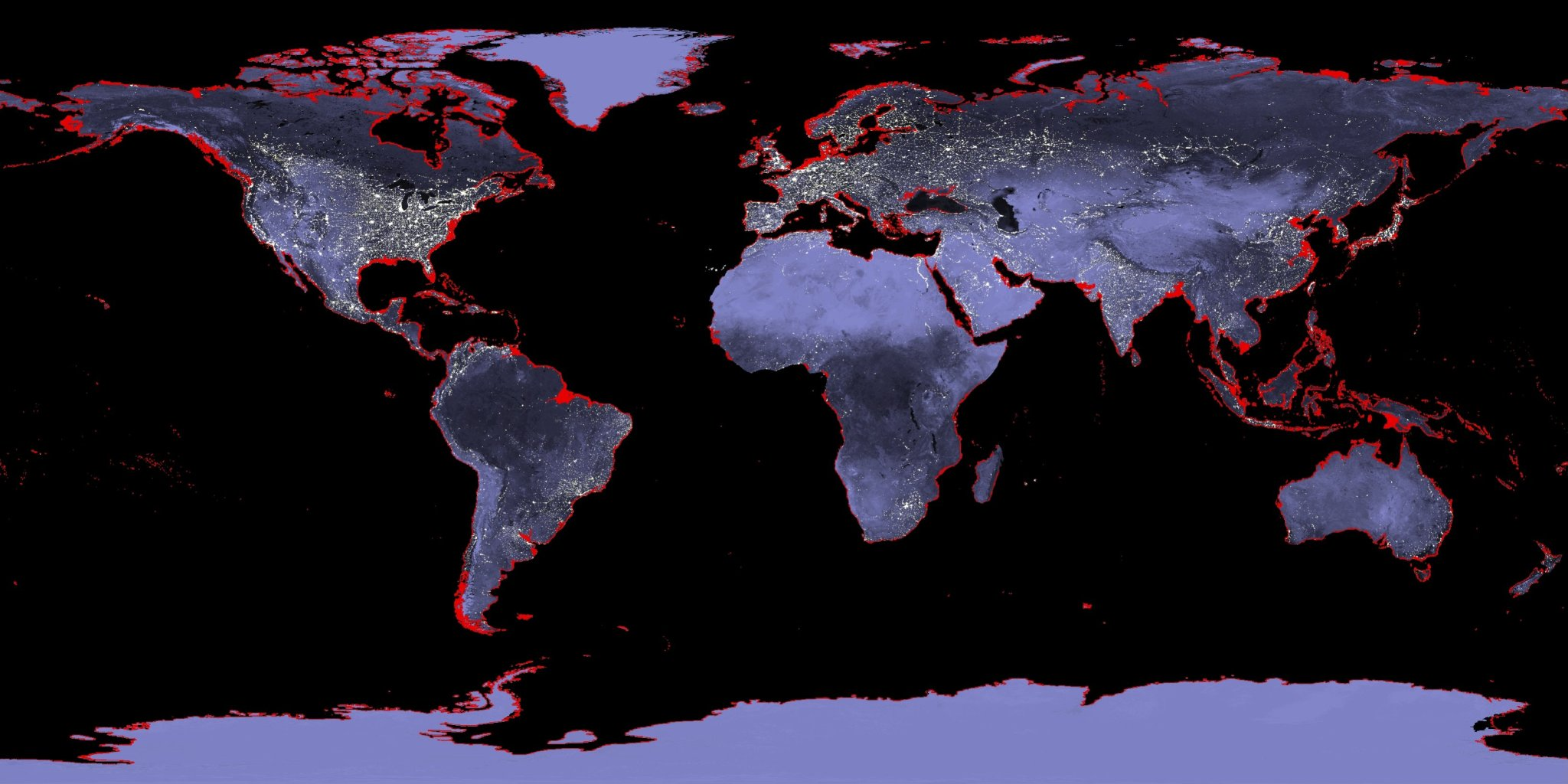
빨간 지역은 해수면이 6 미터 상승하면 잠기는 지역이다.

해수면 상승(海水面上昇, 영어: Sea level rise)은 해수면이 상승하는 현상을 말한다.
원인은 지구 온난화의 영향에 따른 해수의 열팽창과 대륙 빙하의 융해 등이 있다. 해수면 상승으로 인하여 방글라데시 등의 저지대 국가와 뉴욕, 마이애미, 암스테르담과 같은 저지대 도시와 , 투발루, 키리바시와 같은 해발고도가 낮은 작은 섬들이 수몰될 위기에 처해있다.

## 최근 해수면 상승
호주 기후위원회가 최근 발표한 보고서에 따르면, 호주 서부는 현재 해수면 상승속도가 전 세계 평균수준의 2배 가량으로 21 세기 말 경에는 호주의 서남부 지역 도시의 2만8900세대가 침몰 위기에 직면하게 될 것으로 예상된다.

## 수면 상승의 피해
남태평양의 작은 섬나라 키리바시는 해수면 상승, 기후변화로 인해 생존을 위협받고 있다. 이런 이유로 아노테 통(Anote Tong) 키리바시 대통령은 2015년 8월 13일 전 세계 지도자들에게 신규 석탄 채굴 및 광산 개발 확대를 즉각적으로 중단해 줄 것을 호소했다. 실제로 키리바시와 같은 섬 나라는 매년 1.2cm의 해수면상승이 관측되며, 이로 인한 직접적 피해를 이미 받고 있다.

## 같이 보기
- 기후 공학
- 수권